# Кийт Лаумър
Джон Лаумър Кийт (на английски: John Laumer Keith) е американски писател на научна фантастика. Голяма част от произведенията му са написани под псевдонима Кийт Лаумър (на английски: Keith Laumer).

## Биография и творчество
Роден е в Сиракюз, щата Ню Йорк, и по време на Втората световна война служи в пехотните войски на САЩ. Има бакалавърска степен по архитектура от университета в Стокхолм. След това до 1965 г. работи в разузнаването на САЩ. В началото той пише само през свободното си време и първото му публикувано произведение –
разказът „Gleylorn“ излиза на страниците на списание „Amazing Stories“ през 1959 г. След като е демобилизиран, започва да се занимава професионално с литература.
Четири от неговите кратки произведения са носители на награда Хюго или Небюла. Романът му „Plague of Demons“ е номиниран за награда Небюла за най-добър роман.

### Цикъл „Bolo“
- Bolo
- Rogue Bolo
- The Stars Must Wait

### Цикъл „Imperium“
- Worlds of the Imperium
- The Other Side of Time
- Assignment in Nowhere
- Zone Yellow

### Цикъл „Retief“ („Ретиф“)
- Retief and the Rascals
- Retief and the Warlords
- Retief to the Rescue
- Retief's Ransom
- Retief's War
- Reward for Retief
- The Return of Retief

### Цикъл „Retief stories“ („Ретиф“ – разкази)
- Aide Memoire
- Ballots and Bandits
- Cultural Exchange
- Dam Nuisance
- Gambler's World
- Giant Killer
- Grime and Punishment
- Internal Affair
- Mechanical Advantage
- Mightiest Qorn
- Native Intelligence
- Pime Doesn't Cray
- Policy
- Protest Note
- Protocol
- Retief in the Ruins
- Saline Solution
- Sealed Orders (Тайните инструкции)
- The Brass God
- The Castle of Light
- The Forbidden City
- The Forest in the Sky
- The Garbage Invasion
- The Hoob Melon Crisis
- The Negotiators
- The Piecemakers
- The Prince and the Pirate
- The Secret
- The Troubleshooter
- The Woomy
- There Is a Tide
- Trick or Treaty
- Truce or Consequences
- Wicker Wonderland

### Цикъл „Lafayette O'Leary“
- The Time Bender
- The World Shuffler
- The Shape Changer
- The Galaxy Builder

### Цикъл „The Invaders“
- Enemies from Beyond
- The Invaders

### Цикъл „The Avengers“
- The Afrit Afair
- The Drowned Queen
- The Gold Bomb

### Цикъл „Time Trap“
- Time Trap
- Back to the Timetrap

### Романи
- A Plague of Demons
- A Trace of Memory
- Catastrophe Planet
- Dinosaur Beach
- Earthblood (& Rosel Brown)
- Embassy
- End as a Hero
- Galactic Odyssey
- Judson's Eden
- Night of Delusions
- Planet Run (& Гордън Диксън)
- Retief Unbound
- Star Colony
- The Glory Game
- The Great Time Machine Hoax
- The House in November
- The Infinite Cage
- The Long Twilight
- The Monitors
- The Star Treasure
- The Ultimax Man